# Tadżykistan na Mistrzostwach Świata w Lekkoatletyce 2011
Tadżykistan na Mistrzostwach Świata w Lekkoatletyce 2011 był reprezentowany przez 2 zawodników – 1 kobietę i 1 mężczyznę.

## Wyniki reprezentantów Tadżykistanu

### Mężczyźni

#### Konkurencje techniczne
| Konkurencja | Zawodnik        | Eliminacje | Eliminacje | Finał    | Finał   |
| Konkurencja | Zawodnik        | Rezultat   | Pozycja    | Rezultat | Pozycja |
| ----------- | --------------- | ---------- | ---------- | -------- | ------- |
| Rzut młotem | Dilszod Nazarow | 76,93 m    | 8 q        | 76,58 m  | 10      |

### Kobiety

#### Konkurencje biegowe
| Konkurencja   | Zawodniczka           | Runda 1  | Runda 1 | Runda 2  | Runda 2 | Półfinał | Półfinał | Finał    | Finał   |
| Konkurencja   | Zawodniczka           | Rezultat | Pozycja | Rezultat | Pozycja | Rezultat | Pozycja  | Rezultat | Pozycja |
| ------------- | --------------------- | -------- | ------- | -------- | ------- | -------- | -------- | -------- | ------- |
| Bieg na 100 m | Władisława Owczarenko | 12,26    | 7 Q     | 12,24    | 45      |          |          |          |         |